# Paul Heinrich Neuhaus
Paul Heinrich Neuhaus (* 9. März 1914 in Berlin; † 1994 in Freiburg im Breisgau) war ein deutscher Jurist und Hochschullehrer.

## Leben
Nach der Promotion 1939 an der Universität Münster zum Dr. rer. pol. und Promotion 1945 an der Universität Tübingen zum Dr. iur. lehrte er ab 1962 als Honorarprofessor und ab 1969 als Professor (§ 73 UniG) an der Universität Hamburg. Er lehrte zum internationalen Privatrecht. Er war Mitarbeiter am Max-Planck-Institut für ausländisches und internationales Privatrecht. Neuhaus wurde 1982 emeritiert.

## Schriften (Auswahl)
- Kritische Beiträge zur Theorie des Geldes. Münster 1940, OCLC 720727906.
- Die Verpflichtungen des unehelichen Vaters im deutschen internationalen Privatrecht. Stuttgart 1953, OCLC 912461426.
- Die Grundbegriffe des internationalen Privatrechts. Tübingen 1976, ISBN 3-16-638332-8.
- Ehe und Kindschaft in rechtsvergleichender Sicht. Tübingen 1979, ISBN 3-16-641522-X.